# بيدشك (خبر بافت)
بیدشك (بالفارسية: بیدشک) هي قرية تقع في إيران في Khabar Rural District. يقدر عدد سكانها بـ 107 نسمة .